# 莫爾費塔
莫爾費塔（義大利語：Molfetta）是位於義大利南部普利亞大區巴里廣域市的一個市镇。位於亞德里亞海海岸，距巴里約25公里。

## 友好城市
- 德国格尔利茨 1971年
- 弗里曼特爾 1984年